# Sergueï Lebedev (homme politique)
Pour les articles homonymes, voir Sergueï Lebedev et Lebedev.
Sergueï Nikolaïevitch Lebedev (en russe : Сергей Николаевич Лебедев) (né le 9 avril 1948 à Djizak, en RSS d'Ouzbékistan) est un haut fonctionnaire russe avec le rang de général.

## Biographie
Lebedev a été le directeur du SVR de mai 2000 (nommé par l’oukase no 921 du 20 mai 2000 du président Vladimir Poutine) à octobre 2007.
Après sa démission du poste de directeur du SVR, Lebedev a été nommé le 6 octobre 2007 secrétaire exécutif de la CEI.

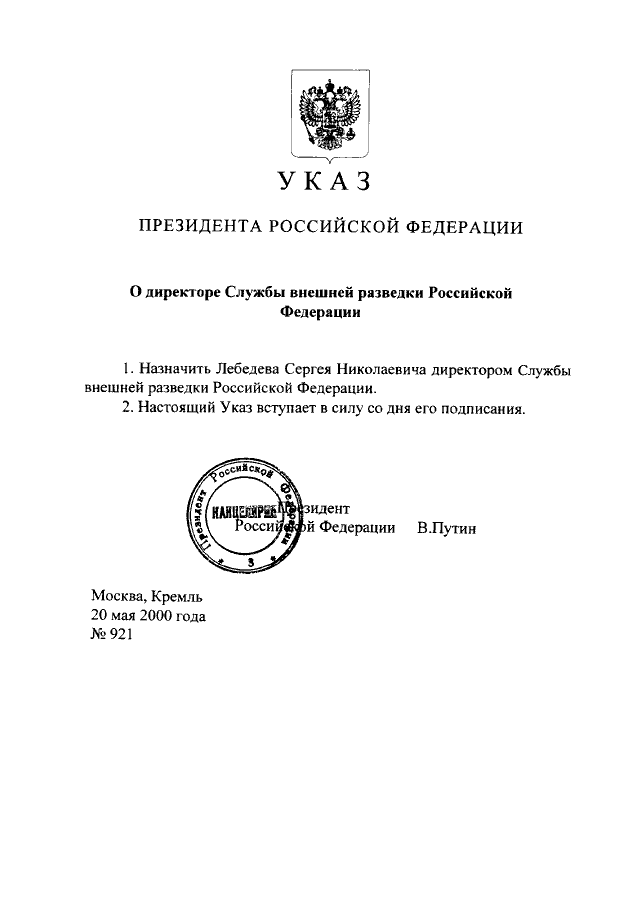
Oukase de nomination de Lebedev au poste de directeur du SVR no 921 du 20 mai 2000